# Szach (władca)
Szach (šāh) – perski termin oznaczający króla. Termin ten został przyjęty do wielu innych języków. Oprócz Persji (Iranu) określenia tego używano także dla określenia władców muzułmańskich innych państw środkowej i południowej Azji, m.in. Afganistanu.